# إيفان رودريغوس
إيفان رودريغوس هو لاعب هوكي الجليد كندي، ولد في 28 يوليو 1993 في Etobicoke ‏ في كندا.

## وصلات خارجية
- إيفان رودريغوس على موقع دوري الهوكي الوطني (الإنجليزية)
- إيفان رودريغوس على موقع EliteProspects.com (الإنجليزية)
- إيفان رودريغوس على موقع Eurohockey.com (الإنجليزية)
- إيفان رودريغوس على موقع HockeyDB.com (الإنجليزية)
- إيفان رودريغوس على موقع Hockey-Reference.com (الإنجليزية)